# La Balira
La Balira es una entidad de población española del municipio de Urús, perteneciente a la provincia de Gerona, en la comunidad autónoma de Cataluña. En 2022, la entidad singular de población tenía empadronados veintitrés habitantes y el núcleo de población, los mismos.